# Motorola Dragonball

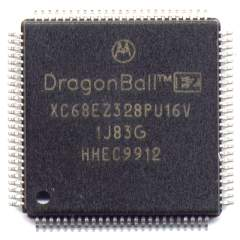
Microprocesador Motorola DragonBall EZ.

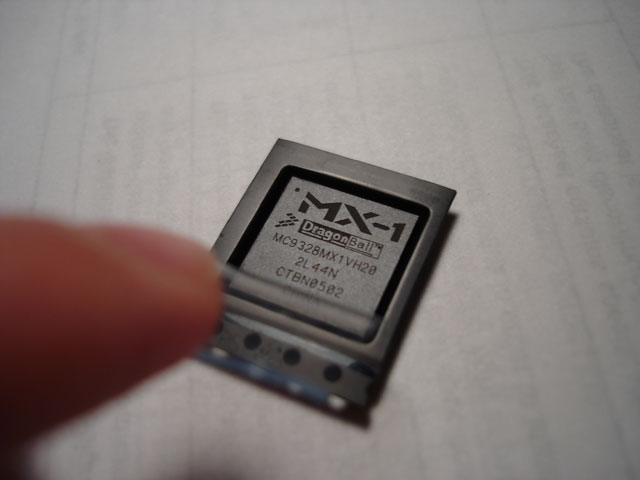
FreeScale DragonBall MX-1 (encapsulado BGA).

El Motorola/Freescale Semiconductor DragonBall (Esfera de Dragón) es un diseño de microprocesador basado en el célebre núcleo 68000, pero implementado como un chip «todo en uno» de bajo consumo para ordenadores de mano. Es diseñado por el equipo de Motorola con sede en Hong Kong y lanzado en 1995.
El nombre de esta serie de microprocesadores está basado en el manga y anime de Akira Toriyama con el mismo nombre, Dragon Ball.
La mejor implementación del DragonBall son las primeras versiones la plataforma Palm Computing; desde el Palm OS 5 ha sido sucedido por el Intel XScale (basado en la CPU ARM). El procesador también es usado en algunos procesadores de texto portátiles de la línea AlphaSmart; por ejemplo, el Dana y Dana Wireless.
El procesador corre a una velocidad de hasta 16.67 MHz y ejecuta hasta 2.7 MIPS (millones de instrucciones por segundo), para los modelos base y DragonBall EZ. Se amplía a 37 MHz, 3.5 MIPS para el modelo DragonBall VZ, y 66 MHz, 10.8 MIPS para el DragonBall Super VZ.
Es un procesador de 16 bits con 32 bits de arquitectura interna y bus externo de direcciones (bus externo de 24 bits para los EZ y VZ) y bus de datos de 32 bits. Incluye muchas funciones dentro, como controlador de pantalla color y escala de grises, sonido por altavoz tipo PC, puerto serial con soporte UART e IrDA (puerto de infrarrojos), UART Bootstrap (puede comenzar a cargar datos por el puerto serie al arrancar sin necesidad de programa), es capaz de acceder directamente a la DRAM, Flash ROM, y mask ROM, e incluye soporte de pantalla táctil.
Es un ordenador todo en un chip; antes del dragonballEZ, las PDAs Palm tenían dos veces más circuitos integrados. 
La más reciente serie de microcontroladores DragonBall MX, posteriormente renombrados como la serie Freescale i.MX (MC9328MX/MCIMX) están diseñados para aplicaciones similares a las de los primeros DragonBall, pero se basan en un núcleo de procesador ARM9 o ARM11 en lugar del 68000.
Uno de los dispositivos que ha utilizado un chip Dragonball (MX-1) ha sido la Tapwave Zodiac 1.